# Protagora
Protagora (in greco antico: Πρωταγόρας?, Prōtagóras; Abdera, 490 a.C. – mar Ionio, 415/411 a.C.) è stato un retore e filosofo greco antico, considerato il padre della sofistica.
Platone lo annovera tra i sofisti attribuendogli, nel suo dialogo Protagora, il merito di aver introdotto il ruolo del sofista professionista.
Si ritiene inoltre che Protagora abbia dato vita a una grande controversia durante i tempi antichi attraverso la sua affermazione che "L'uomo è la misura di tutte le cose", interpretata da Platone nel senso che non esiste una verità oggettiva: qualunque cosa gli individui ritengano essere la verità è vera.
Questo concetto di relatività individuale era atipico per l'epoca, in contrasto sia con l'opinione popolare sia con altre dottrine filosofiche secondo cui la realtà e la sua verità dovevano avere un fondamento oggettivo.

## Biografia
Nasce ad Abdera, in Tracia, circa nel 490 a.C. Nel Suida leggiamo che in gioventù si procurava da vivere facendo il facchino (Φορμοφόρος' ἦν Πρωζαγόρας ὀ φιλόσοφος.) ; le principali fonti raccontano che poi a trent'anni cominciò a dedicarsi all'insegnamento sofistico, il che lo portò a viaggiare per tutta la Grecia e a soggiornare più volte ad Atene. Qui entrò in contatto con personalità importanti sia dell'ambito culturale (come Euripide) sia di quello politico, come Pericle, che lo scelse per redigere la costituzione di Thurii, nuova colonia panellenica fondata nel 444 a.C. Probabilmente la vicinanza a Pericle, nonché le posizioni agnostiche in ambito teologico in un momento di crisi per la polis di Atene (erano gli anni dello scandalo delle Erme), gli procurarono un'accusa di empietà e la condanna all'esilio (per altri, fu Protagora a fuggire, dopo la morte del protettore Pericle, per evitare pene peggiori), che lo portò infine a morire lontano da Atene, durante un naufragio.
Di diverso avviso sono sia il filologo classico John Burnet, sia lo storico della filosofia Giovanni Reale. Secondo Burnet, è lecito dubitare maggiormente dell'attendibilità della versione di Diogene Laerzio, essendo egli vissuto secoli dopo Protagora, piuttosto che di quella di suoi contemporanei come Platone. Infatti, anche secondo Reale, Platone nel dialogo dedicato al sofista (317b) gli fa dire di non avere mai subito alcuna conseguenza negativa per il fatto di essere e di proclamarsi sofista (e, nel dialogo, Protagora viene descritto come molto anziano). Sarebbe ben difficile, prosegue Reale, che se fosse vero quanto affermato da Diogene Laerzio, Platone abbia potuto fargli fare delle affermazioni di quel genere.

## Opere
Fra le opere che quasi certamente appartengono a Protagora, ricordiamo:
- Ragionamenti demolitori (Lógoi Katabállontes, citati anche come Sulla verità, Perí aletheías[7];
- Le antilogie (Antiloghíai).

Protagora compose anche scritti sulla religione (Perí theón) e sullo Stato, ma di questi ci sono rimasti solo dei frammenti.

## Il pensiero

### L'uomo, misura delle cose
La filosofia di Protagora è riassumibile in una sua famosa asserzione, divenuta la formula di riferimento dell'intera sofistica:
(Protagora, fr.1, in Platone, Teeteto, 152a)
Con "uomo" (secondo l'interpretazione dell'asserzione fatta da Platone) Protagora intese il singolo individuo e con "cose" gli oggetti percepiti attraverso i sensi. Quindi, molto semplicemente, il sofista voleva dire che la realtà oggettiva appare differente in base agli individui che la interpretano: «Quali le singole cose appaiono a me, tali sono per me e quali appaiono a te, tali sono per te: giacché uomo sei tu e uomo sono io».
La filosofia del Novecento ha però interpretato la parola "uomo" con "comunità" (o civiltà di riferimento) e con "cose" i valori, le norme civili o gli ideali che ne sono a fondamento: ognuno, quindi, giudicherebbe ciò che lo circonda in base alla mentalità della comunità a cui appartiene.
Una terza interpretazione vede nella parola "uomo" l'umanità, e nella parola "cose" la realtà in generale, per cui gli uomini giudicherebbero «la realtà secondo parametri comuni tipici della specie razionale cui appartengono, cioè l'Umanità» (Abbagnano-Fornero). Questa interpretazione del pensiero protagoreo ha portato alcuni ad accostare il sofista di Abdera a Immanuel Kant, il quale sosteneva, per esempio, che spazio e tempo non fossero delle realtà oggettive, bensì intuizioni pure della mente umana.
Forse tutte e tre le interpretazioni sono valide, in quanto cosa volesse intendere Protagora con le parole "uomo" e "cosa" è difficile stabilirlo. Molto probabilmente egli intendeva tutte e tre le opzioni declinando il senso delle due parole a seconda del contesto. Ad esempio: parlando dei gusti gastronomici Protagora si riferiva al singolo individuo; parlando della civiltà greca contrapposta a quella orientale, egli intendeva l'"uomo-misura" come civiltà; mentre se si riferiva agli uomini in relazione alla natura (o, ancora, agli dei) è possibile che intendesse l"uomo" in quanto specie vivente. In generale Protagora sosteneva infatti che non era necessario scegliere una determinata interpretazione, in quanto non c'è contraddizione tra esse essendo tale mutevolezza di lettura insita nell'asserzione stessa.

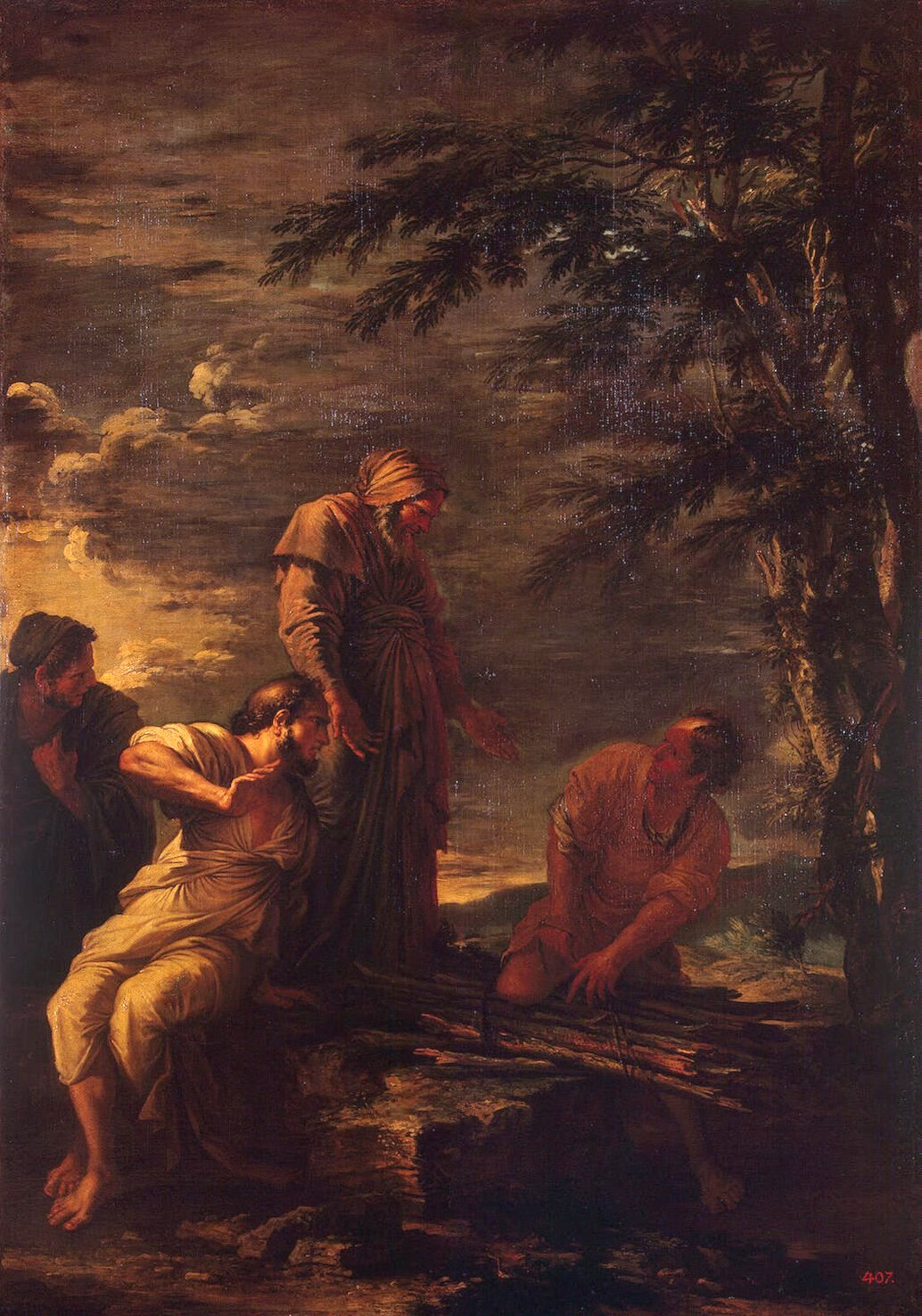
Protagora (al centro) insieme a Democrito (seduto a sinistra), dipinto di Salvator Rosa

### Le antilogie
In generale si può dire che la posizione protagorea sia "umanista" o "antropocentrica" (in quanto considera l'uomo come fautore di giudizio e valutazione delle "cose") e "fenomenista" (la realtà appare ai nostri occhi secondo il nostro metro di giudizio).
Dal relativismo derivano il relativismo conoscitivo, per cui non esiste un principio assoluto, e il relativismo etico, cioè morale, secondo cui non esiste un bene o un modello di comportamento assoluto ma essi variano da persona a persona. In mancanza di una verità e un bene assoluti, la parola logos è dominatrice, e la retorica ha quindi un ruolo fondamentale al fine di persuadere l'interlocutore. Per dimostrare ciò Protagora elabora le cosiddette antilogie: discorsi contraddittori che evidenziano la relatività di valori e norme, mostrando che è possibile sostenere su un medesimo argomento due discorsi (logoi) in contraddizione tra di loro.
L'antilogia (o metodo antilogico) avrà grande fortuna nei decenni successivi, e sarà alla base dell'eristica, corrente della seconda generazione sofistica secondo la quale non è possibile giungere a una verità ultima, poiché essa non esiste, ma è possibile solo battagliare con i discorsi. L'eristica è, sotto certi aspetti, un'involuzione dell'antilogia la quale non si limita a disputare ma elabora una tecnica retorica che ha lo scopo di mettere in difficoltà l'avversario, rilevando le contraddizioni del discorso di partenza. Sotto quest'aspetto l'antilogia è quindi una tecnica di discussione, l'eristica no.
Non possediamo esempi di discorsi antilogici riconducibili direttamente a Protagora, ma testimonianze indirette, spesso parodie o opere di allievi del sofista, come ad esempio il dialogo tra Discorso Migliore e Discorso Peggiore nelle Nuvole di Aristofane, o i cosiddetti Dissoi logoi, trattato anonimo in cui è riconoscibile l'influenza protagorea. Ecco dunque un esempio tratto da quest'opera, relativamente al dibattito tra ciò che si ritiene bello o turpe:
(Diels-Kranz 90, 2; trad.: M. Timpanaro Cardini)
Per non entrare nel caos provocato dal relativismo bisogna far riferimento al criterio dell'utile, il quale è un criterio di scelta che giova sia all'individuo sia alla collettività (principio debole dell'utilità). Pertanto, la verità etica che guida le scelte non è per Protagora un valore assoluto e oggettivo, poiché è impossibile da individuare, ma è il risultato di una lunga esperienza, che dimostra l'utilità di un dato comportamento (per questo si può dire che il sofista avesse una concezione di "verità etica" di carattere umanistico-storicista).
Ma la tradizione critica ha ritenuto tale posizione poco solida, perché anche per presupporre ciò che è realmente utile bisogna stabilire un criterio di verità, altrimenti si risolverebbe in un "pragmatismo amoralistico". A queste obiezioni si può rispondere che il "principio debole d'utilità" non è il rifiuto aprioristico di un principio etico, ma esso è l'accettazione di un principio pragmatico condiviso, per quanto non assoluto. Alla seconda obiezione si può rispondere che la posizione di Protagora è un invito all'assunzione da parte del singolo individuo delle sue responsabilità di fronte a sé stesso e alla società. Inoltre, il filosofo di Abdera vuole invitare i singoli individui ad accettare delle regole di comune convivenza e di pubblica utilità.

### La retorica
Secondo Protagora, il filosofo si presenta come "propagandista dell'utile", ossia colui che, grazie alle sue doti oratorie, indirizza le scelte verso la pubblica utilità. Caso eclatante è il suo invito «di rendere migliore il discorso peggiore» (ma anche «di rendere peggiore il discorso migliore»), tipico dell’antilogia - ossia di trasformare l'opinione meno utile in quella più utile. Di conseguenza l'arte della retorica ha una funzione politico-educativa volta a favorire il "bene comune".
Tale posizione è stata vista come il fondamento dell'eristica (ossia l'arte del disputare, al di là della veridicità delle proprie basi concettuali di partenza), accusa spesso rivolta ai sofisti, ma soprattutto come legittimazione di quell'atteggiamento definibile come "servilismo" verso i potenti. Infatti i sofisti, potendo vantare delle doti oratorie, erano in grado di insegnare ai loro clienti - non potendo essi stessi mettere in pratica i loro insegnamenti, in quanto meteci (ovviamente bisogna tener conto che ci si riferisce a poleis dove vigeva un regime democratico come quello ateniese) - su cosa fosse utile e cosa no. Tant'è che gli avversari dei sofisti li accusarono di praticare il "mestiere della parola", o del disputare con il solo fine di primeggiare nelle dispute, a prescindere dalla validità degli argomenti.
Va ricordato che il pensiero protagoreo non è una legittimazione del servilismo verso i "potenti", ma è un invito all'assunzione di responsabilità da parte del singolo e della condivisione delle scelte, basandosi sull'esperienza e, quindi, seguendo il principio "debole" d'utilità privata e pubblica.

### Antropologia e politica
Come Democrito, anche Protagora vede nel passato degli uomini la scelta, fondamentale per la propria sopravvivenza, di vivere assieme ad altri uomini. L'uomo, inoltre, si distingue dagli animali anche perché ha messo in atto quelle tecniche (dal greco τέχνη: abilità, destrezza, mestiere, arte) che gli hanno permesso di modificare e adattare l'ambiente naturale alle sue esigenze. Tuttavia a garantire la sopravvivenza all'uomo non bastano le "tecniche comuni" (agricoltura, falegnameria, artigianato, ecc.), ma è necessaria una "tecnica superiore" che permetta d'indirizzare le altre verso il "bene comune": la politica. Essa (come viene raccontato nel Protagora di Platone) è un dono che Zeus ha fatto agli uomini indistintamente, poiché tutti i cittadini della πόλις (pόlis) sono coinvolti nella "politica". Inoltre, il sofista si rese conto di una necessaria "cultura politica" che ogni cittadino doveva possedere.
La visione della "politica" in Protagora è figlia dell'epoca in cui egli visse; il fatto che ogni cittadino sia coinvolto nella vita politica della sua comunità è il miglior manifesto della democrazia ateniese, vista come esempio e modello da seguire.
Un ottimo esempio del concetto di uomo in Protagora è dato dal mito di Prometeo riportato da Platone nel Protagora.

### Agnosticismo
Protagora può essere considerato uno dei primi pensatori agnostici. La sua opera Sugli dèi (DK 80B4) cominciava infatti con le seguenti parole:
(citato in Diogene Laerzio)
Secondo Diogene Laerzio, fu proprio a causa di quest'opera che Protagora fu condannato per empietà e quindi bandito dagli ateniesi. I suoi libri sarebbero stati «bruciati nella piazza del mercato dopo che per mezzo di un araldo erano state requisite tutte le copie a coloro che le possedevano, uno per uno». A ricordo di una tale evenienza, sono giunti fino a noi i seguenti versi che Timone di Fliunte riporta:
di prima e di poi

d'acuto e mirabile ingegno, o Protagora

in cenere vollero ridurre i tuoi scritti

dacché affermasti di non sapere

gli Dei e la loro natura

massima cura avendo

d'imparziale giudizio

la fuga cercasti e non ti valse

per non bere anche tu

la fredda bevanda di Socrate.»
(Timone di Fliunte - fr.5 -  cfr. Diels-Kranz, I presocratici, Protagora, 12)